# Cantó de Saint-Jean-le-Blanc
El cantó de Saint-Jean-le-Blanc és un cantó francès del departament de Loiret, situat al districte d'Orleans. Té 3 municipis i el cap és Saint-Jean-le-Blanc.

## Municipis
- Saint-Cyr-en-Val
- Saint-Denis-en-Val
- Saint-Jean-le-Blanc

## Història
| Data d'elecció                           | Identitat     | Partit           | Qualitat |
| ---------------------------------------- | ------------- | ---------------- | -------- |
| 1982-                                    | Antoine Carré | UDF, després UMP |          |
| les dades anteriors no són pas conegudes |               |                  |          |
|                                          |               |                  |          |

## Demografia
| A partir de 1990: Població sense dobles comptes |